# Altstadt (Düsseldorf)
La Altstadt (letteralmente «città vecchia») è un quartiere della città tedesca di Düsseldorf, appartenente al distretto 1.
L'Altstadt (letteralmente “città vecchia”) è uno dei 50 distretti (Stadtteile) di Düsseldorf e fa parte del primo distretto (Stadtbezirk 1). L'Altstadt di Düsseldorf è nota come “il bar più lungo del mondo” (längste Theke der Welt), in quanto il piccolo centro storico vanta più di 300 bar e discoteche, con il bancone di ogni locale che si collega metaforicamente a quello accanto.

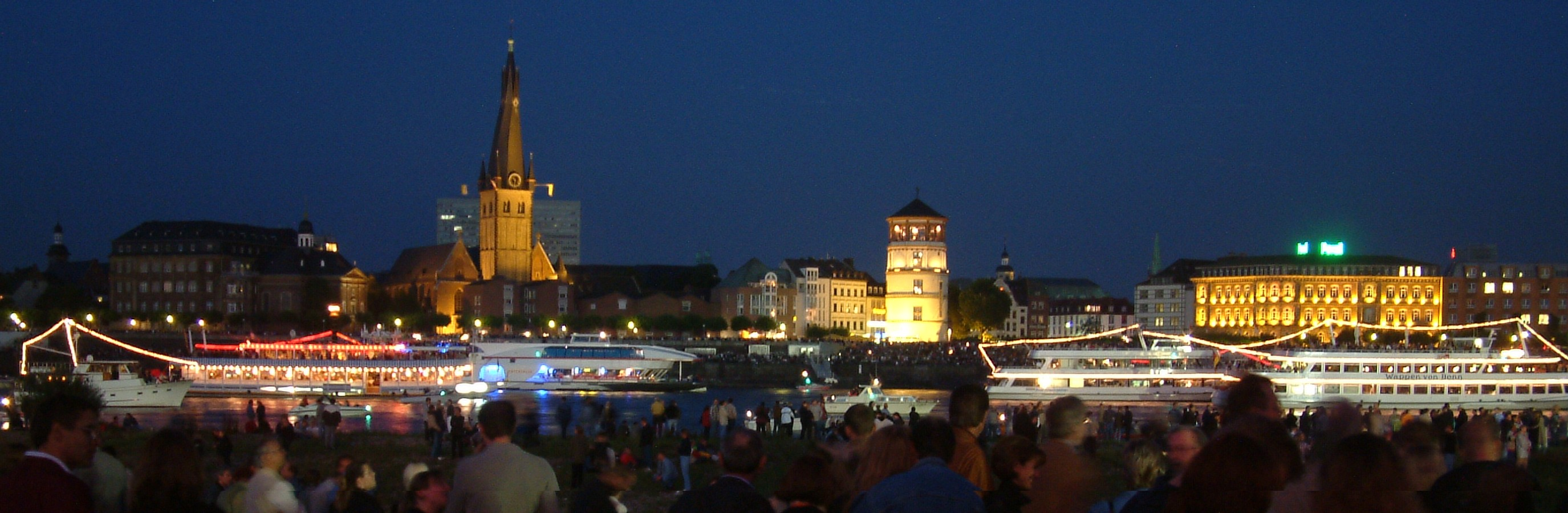
Veduta dell'Altstadt dalla Rheinturm

Düsseldorf è famosa per la sua birra speciale, l'Altbier (“birra vecchia”), prodotta secondo un'antica ricetta tradizionale e prodotta localmente e in pochi birrifici in tutto il mondo dalla fine del XIX secolo.
La Città Vecchia si estende su una superficie di 0,48 chilometri quadrati (meno di un quarto di punto percentuale dell'intera città)  e ha una popolazione di 2.429 abitanti (2020), meno dello 0,5% della popolazione di Düsseldorf.La densità di popolazione è quindi di 5.398 abitanti/km²..

## Monumenti principali
- Chiesa di Saint-Lambert
- Schlossturm (torre del castello) - sede del Museo della Navigazione
- Vecchio Municipio (Rathaus)
- Statua di Giovanni Guglielmo del Palatinato sulla piazza del mercato.
- Liceo di Sant'Orsola